# Port-au-Prince
Port-au-Prince (Haitisk kreol: Pòtoprens) är huvudstaden i Haiti. Staden är huvudort för departementet Ouest. Port-au-Prince grundades 1749 av franska sockerodlare och har varit Haitis största stad sedan dess. Kommunen hade cirka 900 000 invånare 2009, med 2,3 miljoner invånare i storstadsområdet inklusive bland annat förorterna Carrefour, Delmas och Pétion-Ville. Den fattigaste förorten heter Cité Soleil vilket betyder solstaden. 

## Jordbävningar
Den 12 januari 2010 ödelades bland annat stora delar av huvudstaden Port-au-Prince, däribland presidentpalatset, in en mycket kraftig jordbävning i Haiti med magnituden 7,0 på Richterskalan. Fler än 200 000 människor dog och miljontals drabbades.
Den 14 augusti 2021 drabbades Haiti av en ny kraftig jordbävning, med tusentals dödade och skadade samt svåra materiella skador.